# معدن مس عینک
معدن مس عینک در منطقه «عینک» ولسوالی محمد آغه ولایت لوگر قرار دارند. این منطقه در ۳۰ کیلومتری جنوب غربی کابل و شاهراه بین‌المللی تورخم اسلام قلعه یا A۱ قرار دارد. این معدن بزرگترین معدن مس در افغانستان و دومین معدن مس در سطح جهان می‌باشد. ذحایر مجموعی این معادن، ۱۱٫۳ میلون تن مس دارای فیصدی ۲٫۳ از مس و مقدار محدودی از طلا می‌باشد.

## تاریخچه
این معدن در دوره‌های قبل از اسلام نیز مورد بهره‌برداری قرار گرفته‌است. معدن مس عینک در سال ۱۹۷۳ مجددآ کشف گردید و در سال ۱۹۷۴ فعالیت‌های اکتشافی در مورد این معدن آغاز گردید.

## زمین‌شناسی
معدن مس عینک در ولایت لوگر در سه قسمت یعنی قسمت های‌های مرکزی، غربی، جنوبی تشکیل گردیده‌است. در قسمت مرکزی طبقات مس دار به طول ۲۰۰ متر به ضخامت ۶۰ تا ۲۰۰ متر تحقیق شده‌اند. ضخامت اعظمی سنگ‌های معدنی، که توسط برمه تثبیت شده، به ۶۰۰ متر می‌رسد. سنگ‌های معدنی از سطح زمین تا عمق ۱۰–۲۰ متر اکساید شده می‌باشند.
مقدار متوسط مس در سنگ‌های اکساید شده به ۲٫۱ فیصد می‌رسد و به صورت کل از ۰٫۱۷ – ۲٫۸۵ فیصد تغییر می‌کند. ساحه مس آهنک (عینک لوگر) ۱۱٫۳ میلیون تن متریک تثبیت شده و در حدود ۱۷ میلیون تن متریک بطور پیش‌بینی موجود می‌باشد. این معدن دارای ۷۷۰۰ تن متریک نقره (Ag) و دارای ۶۰۰ هزار تن متریک کوبالت (co) و مقداری از محدودی طلا را دارا می‌باشد. از لحاظ زمین‌شناسی این معدن از نوع رسوبی- ولکانیکی یا «استراتنی باند» می‌باشد.
منطقه معدنی عینک به سه منطقه مرکزی، جنوبی و غربی تقسیم می‌گردد. عیار و ذخیره این سه منطقه به صورت زیر گزارش شده‌است:
1. عینک مرکزی: ذخیره قطعی ۱۴۰ میلیون تن سنک مس دار با عیار ۵/۲ درصد مس (تعیین شده بر اساس حفاری در سال ۱۹۹۵)
2. عینک جنوبی: ذخیره بیش از ۵۰ میلیون تن سنک مس دار با عیار ۶/۱–۹/۰ درصد مس (۱۹۹۵).
3. عینک غربی: ذخیره بیش از ۵۰ میلیون تن سنک مس دار با عیار ۰۵/۲–۶۲/۰ درصد مس (۱۹۹۵)

مجموعاً سنگ‌های مس دار منطقه ۲۴۰ میلون تن با فیصدی ۰٫۱۷ – ۲٫۸۵ می‌رسد.

## سرمایه‌گذاری در معدن مس عینک
قرار داد سرمایه‌گذاری در معدن مس عینک با کمپنی MCC و وزارت معادن افغانستان بتاریخ ۲۵ اپریل سال ۲۰۰۸ به امضا رسید. شرکت چینائی در مراحل اول مبلغ ۲٬۸۹۸ میلیارد دلار را در این پروژه سرمایه‌گذاری نموده و این سرمایه‌گذاری به پنج میلیارد افزایش خواهد یافت. از این سرمایه‌گذاری سالانه مبلغ ۴۰۰ میلیون دلار به افغانستان مالیات پرداخت خواهدنمود. مطابق به قرارداد کشور چین باید مبلغ ۸۰۰ میلیون دالر را به‌طور تضمین بپردازد. کمپنی قرار دادکننده موافقت نموده‌است غرض استحصال معدن از زغال سنگ افغانستان فابریکه تولید برق ۴۰۰ میگا وات را با محلات رهایشی آب مکتب و مسجد را اعمار نماید. در قرار داد کمپنی ساخت راه آهن را ازتورخم الی تاجیکستان از راه عینک به کابل بعداً معدن حاجیگک از آنجا یکاولنگ دره صوف به شمال افغانستان و از شمال به تاجکستان موافقت نموده‌است. همچنین طلایی که بدست می‌آید به دولت افغانستان تعلق دارد. در مرحله اول این پروژ برای ۸۰۰۰ نفر کار مساعد می‌گردد در مرحله دوم الی به ۱۵۰۰۰ شرایط کار مساعد می‌گردد.
قبل از تأسیس کمپنی نامبرده مبلغ ۲٫۵ میلون دالر را غرض پاک کاری مین‌های جنگ ۳۲ ساله تخصیص داده‌اند تا فعلاً تلفات انسانی و حیوانی در این منطقه به ۸۹ مرگ و میر و ۹۲ زخمی منجر شده‌است.

## کشف آثار باستانی
این معدن بنا به توافق قرار بود در سال ۲۰۱۳ شروع به بهره‌برداری کند که به دلیل کشف آثار باستانی در این منطقه بهره‌برداری تا اتمام عملیات استخراج و کشف تمامی این آثار به تعویق می‌افتد بانک جهانی تضمین کرده که دستگاه‌های پیشرفته برای بیرون آوردن این آثار را در اختیار دولت افغانستان قرار دهد.

## پی‌نوشت‌ها
1. ↑  «نسخه آرشیو شده». بایگانی‌شده از اصلی در ۶ اوت ۲۰۱۸. دریافت‌شده در ۱۷ فوریه ۲۰۲۰.